# Меркатор, Николас
Не путать с картографом Герардом Меркатором
Николас (Николаус) Кауфман (нем. Niklaus Kauffmann), более известный под латинизированным именем Николаус Меркатор (лат. Nicolaus Mercator, около 1620—1687) — немецкий математик. Выбор латинского псевдонима связан с тем, что на латыни Меркатор означает то же, что Кауфман на немецком — купец. Член Лондонского королевского общества.
Родился в Ойтине (Гольштейн), с 1642 по 1648 год жил в Нидерландах. Затем учился в Копенгагенском университете (1648–1654), после чего работал там же преподавателем. В период 1655—1657 работал в Париже. Около 1660 года переехал в Лондон, где пребывал до 1682 года, затем вернулся в Париж, где соорудил знаменитые фонтаны Версаля (1682–1687).
Как математик Кауфман получил известность как один из первых исследователей бесконечных рядов. В частности, он открыл и опубликовал в книге Logarithmotechnia (1668) разложение логарифмической функции в степенной ряд («ряд Меркатора»).
{\displaystyle \ln(1+x)=x-{\frac {1}{2}}x^{2}+{\frac {1}{3}}x^{3}-{\frac {1}{4}}x^{4}+\cdots .}
В этой книге он одним из первых (наряду с Пьетро Менголи) использовал термин «натуральный логарифм» (лат. logarithmus naturalis).
В музыке Кауфман предложил шкалу Кауфмана — деление октавы вместо 12 на 53 части.